# Тверская дистанция электроснабжения
Тверская дистанция электроснабжения (ЭЧ-12) — структурное подразделение Октябрьской дирекции инфраструктуры — структурного подразделения Центральной дирекции инфраструктуры — филиала ОАО «Российские железные дороги».

## Общие сведения
История предприятия берет своё начало в 1957 году, когда на станции Калинин начала работать тяговая подстанция № 7, в результате чего весь участок Москва — Калинин был переведён на электрическую тягу. Ещё через три года началось строительство тяговых подстанций на участке Калинин — Бологое. В 1962 году в связи с электрификацией участка Калинин — Бологое-I в составе Московской дистанции электрификации и энергоснабжения Московского отделения Октябрьской железной дороги был образован Калининский энергоучасток. В 1965 году Калининский энергоучасток выделен в отдельное предприятие: Калининскую дистанцию электрификации Московского отделения Октябрьской железной дороги. После начала регулярного скоростного сообщения между Москвой и Санкт-Петербургом, дистанция стала полигоном для испытаний различных технических устройств и оборудования с целью дальнейшего повышения скоростей движения поездов. Из-за повышения нагрузки на контактную сеть, вместо медного провода стали использовать бронзовый, вместо масляных трансформаторов — сухие, вместо железобетонных опор контактной сети — оцинкованные металлические. В связи с высокой энергоемкостью скоростных поездов, построены новые подстанции. В 2011 году на основании приказа № 36/Ц от 2 мая 2012 года, дистанция вошла в состав Октябрьской дирекции инфраструктуры. С 1 ноября 2013 года дистанция обслуживает участки: Чуприяновка (исключительно) — Окуловка (исключительно), Дорошиха — Васильевский Мох, Лихославль — Торжок (включительно), Угловка — Боровичи. В границах обслуживания дистанции находятся 21 тяговая подстанция, 22 поста секционирования, 8 районов контактной сети, 1 район электроснабжения. В советские годы, по итогам Всесоюзного смотра-конкурса культуры производства и техники безопасности, дистанции было присвоено звание «Коллектив высокой культуры организации труда». Дистанция неоднократно становилась победителем отраслевого соревнования, семь раз заняв первые и четыре раза — вторые места.
Коллектив дистанции насчитывает около 280 человек. С марта 2000 года предприятие возглавляет Шереметьев Василий Владимирович, главный инженер — Степанов Валерий Юрьевич. Аналогичные дистанции электроснабжения располагаются на всех железных дорогах — филиалах ОАО «РЖД».
Дистанция обеспечивает обслуживание тяговых подстанций и контактной сети, понижающих трансформаторных подстанций, наружных электрических сетей, питающих устройства СЦБ, линий продольного электроснабжения, электросетей наружного освещения, включая светильники и прожекторы железнодорожных станций, а также передачу электроэнергии сторонним потребителям.

## Тяговые подстанции
ЭЧЭ-1 Бологое — 40 000 кВА
ЭЧЭ-2 Алешинка — 25 000 кВА
ЭЧЭ-3 Угловка — 55 640 кВА
ЭЧЭ-4 Хмелевка — 40 000 кВА
ЭЧЭ-5 Яблоновка — 40 000 кВА
ЭЧЭ-6 Бочановка — 40 000 кВА
ЭЧЭ-7 Тверь — 29 000 кВА
ЭЧЭ-8 Кулицкая — 20 000 кВА
ЭЧЭ-9 Лихославль — 40 000 кВА
ЭЧЭ-10 Калашниково — 26 000 кВА
ЭЧЭ-11 Спирово — 31 000 кВА
ЭЧЭ-12 Елизаровка — 33 270 кВА
ЭЧЭ-13 Академическая — 25 000 кВА
ЭЧЭ-14 Торжок — 22 940 кВА
ЭЧЭ-15 Леонтьево — 50 000 кВА
ЭЧЭ-16 Брянцево — 40 000 кВА
ЭЧЭ-17 Крючково — 40 000 кВА
ЭЧЭ-18 Барановка — 40 000 кВА
ЭЧЭ-19 Левошинка — 40 000 кВА
ЭЧЭ-20 Индустрия — 40 000 кВА
ЭЧЭ-21 Поплавенец — 20 000 кВА

## Районы контактной сети
ЭЧК-1 Бологое
ЭЧК-2 Алешинка
ЭЧК-3 Угловка
ЭЧК-7 Тверь
ЭЧК-9 Лихославль
ЭЧК-10 Спирово
ЭЧК-11 Вышний Волочек
ЭЧК-12 Торжок

## Районы электроснабжения
ЭЧС-4 Тверь